# Carnegie Hall
Carnegie Hall je koncertna dvorana na Manhattanu u New Yorku. Izgradnju dvorane je većinski financirao Andrew Carnegie (po kome je i dobila ime). Dvorana se nalazi na Sedmoj aveniji, između 56. i 57. ulice. Svečano otvorenje održano je 5. svibnja 1891. s Čajkovskim kao gostom dirigentom. Stern Auditorium, glavna dvorana, ima 2 804 mjesta na pet katova a koristi se za sve vrste glazbenih predstava. 

## Vanjske poveznice

### Sestrinski projekti
|  | Zajednički poslužitelj ima još gradiva o temi Carnegie Hall |

### Mrežna sjedišta
- Carnegie Hall – službene stranice (engl.)